# Modelo de efeitos aleatórios
Em estatística, um modelo de efeitos aleatórios, também chamado modelo de componentes de variância, é um modelo estatístico em que os parâmetros do modelo são variáveis aleatórias. É uma espécie de modelo linear hierárquico, que presume que os dados analisados são extraídos de uma hierarquia de diferentes populações cujas diferenças se relacionam com essa hierarquia. Em econometria, os modelos de efeitos aleatórios são usados na análise em painel de dados hierárquicos ou em painel quando não se presume nenhum efeito fixo (permite efeitos individuais). Um modelo de efeitos aleatórios é um caso especial de modelo misto.
Compare isso com as definições de bioestatística,      já que os bioestatísticos usam efeitos “fixos” e “aleatórios” para se referir respectivamente à média populacional e aos efeitos específicos do sujeito (e onde as últimas são geralmente presumidas como variáveis latentes e desconhecidas).

## Descrição qualitativa
Modelos de efeitos aleatórios auxiliam no controle de heterogeneidade não observada quando a heterogeneidade é constante temporalmente e não correlacionada com variáveis independentes. Essa constante pode ser removida de dados longitudinais através de diferenciação, dado que tomar uma primeira diferença removerá quaisquer componentes invariantes no tempo do modelo.
Duas suposições comuns podem ser feitas sobre o efeito específico individual: a suposição de efeitos aleatórios e a suposição de efeitos fixos. A suposição de efeitos aleatórios é que a heterogeneidade individual não observada não está correlacionada com as variáveis independentes. A suposição de efeito fixo é que o efeito específico individual está correlacionado com as variáveis independentes.

## Exemplo simples
Suponha que m grandes escolas primárias sejam escolhidas aleatoriamente entre milhares em um grande país. Suponha também que n alunos da mesma idade sejam escolhidos aleatoriamente em cada escola selecionada. Suas pontuações em um teste de aptidão padrão são determinadas. Seja Yij a nota do j-ésimo aluno da i-ésima escola. Uma maneira simples de modelar essa variável é
{\displaystyle Y_{ij}=\mu +U_{i}+W_{ij},\,}
onde μ é a pontuação média do teste para toda a população. Neste modelo Ui é o efeito aleatório específico da escola: mede a diferença entre a pontuação média na escola i e a pontuação média em todo o país. O termo Wij é o efeito aleatório específico do indivíduo, ou seja, é o desvio da nota do j-ésimo aluno da média da i-ésima escola.

## Usos
Os modelos de efeitos aleatórios usados na prática incluem o modelo Bühlmann de contratos de seguro e o modelo Fay-Herriot usado para estimativa de pequenas áreas.